# Roland Borawski
Roland Borawski (24 de marzo de 1964) es un deportista de la RDA que compitió en judo. Ganó una medalla de plata en el Campeonato Europeo de Judo de 1984 en la categoría de –86 kg.

## Palmarés internacional
| Campeonato Europeo | Campeonato Europeo | Campeonato Europeo | Campeonato Europeo |
| Año                | Lugar              | Medalla            | Categoría          |
| ------------------ | ------------------ | ------------------ | ------------------ |
| 1984               | Lieja (Bélgica)    | Medalla de plata   | –86 kg             |